# Burchard Kranich

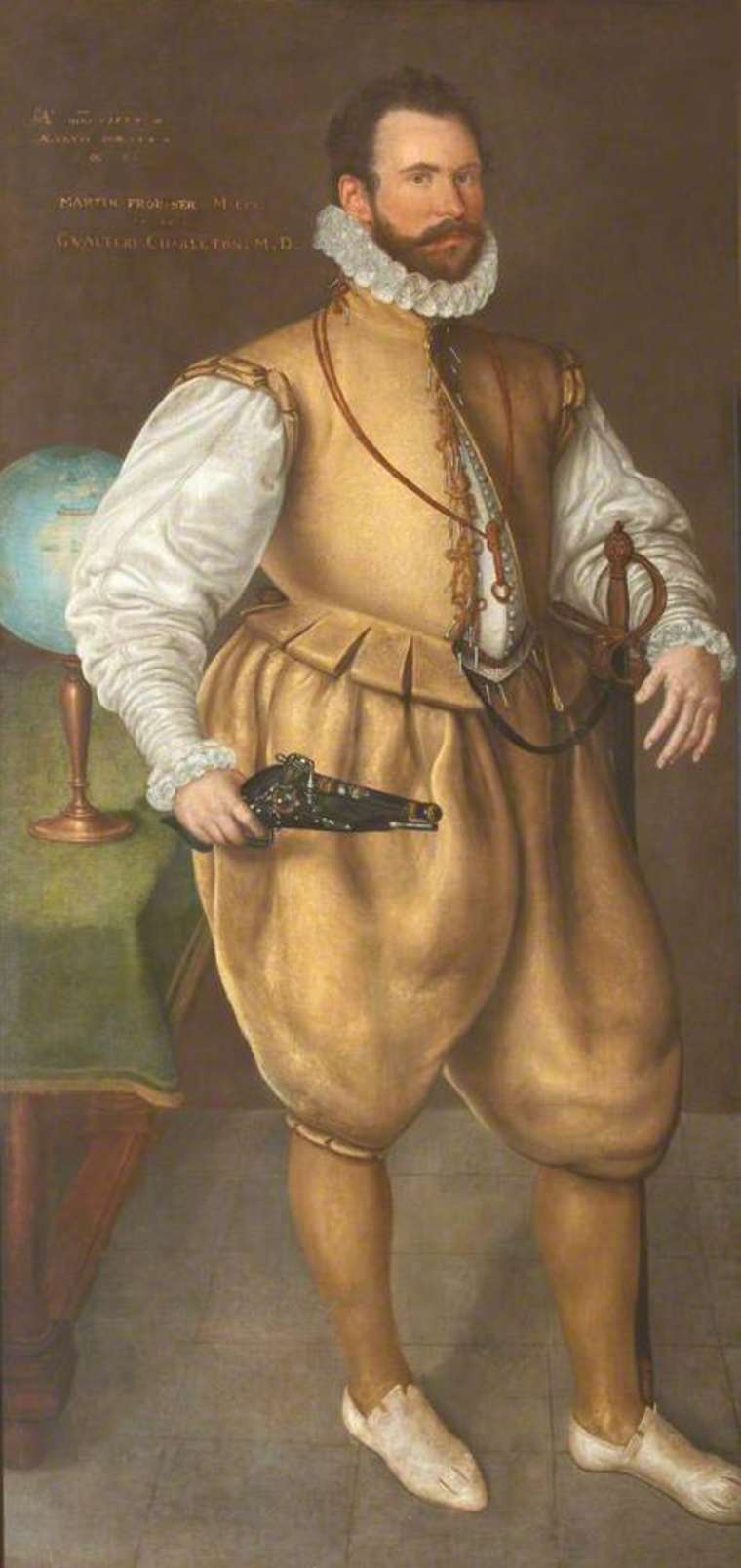
Martin Frobisher gehört zu den Förderern von Burchard Kranich

Burchard Kranich, auch bekannt als Doktor Burcot, (* um 1515; † 1578) war ein deutsch-englischer Bergbauingenieur und Arzt. Er stammte aus dem Heiligen Römischen Reich deutscher Nation und war der Leibarzt von Hermann V. von Wied. Gemeinsam mit diesem und den Grafen zu Stolberg war er 1547 u. a. an der Gründung der Gesellschaft der edlen lebendigen selbst gehenden Wasserkunst beteiligt. Nach zunehmenden Misserfolgen ließ er sich in England nieder, wo er in verschiedene Bergbauunternehmen in Derbyshire und Cornwall investierte und nach Gold suchte. 
Gervase Markham berichtete 1615 bzw. 1631, er habe dem Kapitel Houshold Physicke seines Buches The English Housewife ein medizinisches Manuskript „for the curing of those ordinary sicknesses wich daily pertube the health of men and Women“ von Dr. Burket und Dr. Bomelius (* um 1540/42; † 1579) zugrunde gelegt, das die beiden einer „great worthy Countess of this land“ übergeben hätten.
Zuletzt kehrte Kranich wieder in seinen alten Beruf als Arzt zurück und praktizierte in London, wo er u. a. 1562 die Pockenerkrankung von Königin Elisabeth I. behandelte.